# شور قرة كند
شور قرة كند (بالفارسية: شور قره‌کند) هي مستوطنة تقع في قسم ورقه الريفي في إيران. يقدر عدد سكانها بـ 353 نسمة .